# Dalea nelsonii
Dalea nelsonii är en ärtväxtart som beskrevs av Per Axel Rydberg. Dalea nelsonii ingår i släktet Dalea, och familjen ärtväxter. Inga underarter finns listade i Catalogue of Life.